# A Aia
A Aia é um conto de Eça de Queirós, publicado na colectânea editada em 1902.

## Enredo
“Era uma vez um rei, moço e valente, senhor de um reino abundante em cidades e searas, que partira a batalhar por terras distantes, deixando solitária e triste a sua rainha e um filho, que ainda vivia no seu berço, dentro das suas faixas.

A Lua-cheia que o vira marchar, levado no seu sonho de conquista e de fama, começava a minguar — quando um dos seus cavaleiros apareceu, com as armas rotas, negro do sangue seco e do pó dos caminhos, trazendo a amarga nova de uma batalha perdida e da morte do rei, traspassado por sete lanças entre a flor da sua nobreza, à beira de um grande rio. A rainha chorou magnìficamente o rei. Chorou ainda desoladamente o esposo, que era formoso e alegre. Mas, sobretudo, chorou ansiosamente o pai que assim deixava o filhinho desamparado, no meio de tantos inimigos da sua frágil vida e do reino que seria seu, sem um braço que o defendesse, forte pela força e forte pelo amor. (...)”

— A Aia (1902)
A Aia é um conto acerca de uma ama que dá leite a um príncipe. Este conto retrata valores como a lealdade e a fidelidade.
O conto começa com o rei derrotado e morto após uma batalha. A rainha desolada tenta fazer de tudo para criar o seu filho. Contudo, o tio da criança, o irmão bastardo do rei, um homem tenebroso e sombrio, está ansioso por se sentar no trono, e disposto a tudo para consegui-lo.
Uma noite, depois de embalar o príncipe a aia deitou-se e adormeceu. Mas rapidamente acordou com o barulho dos passos do tio bastardo acompanhado da sua horda, que vinha para matar o príncipe. O seu filho que nascera na mesma noite que o príncipe, dormia num berço de verga ao lado do mesmo. Num movimento rápido, ela troca os bebés salvando o seu futuro rei à custa da vida do seu filho. A rainha apercebendo-se aquilo que a aia tinha feito agradece-lhe, prometendo dar-lhe todas as riquezas. A aia, assim que as circunstâncias se revelam, pega num punhal cheio de esmeraldas que pertencia ao tesouro real e diz: - Salvei o meu príncipe - agora vou dar de mamar ao meu filho! E cravou o punhal no coração.